# Wick (stacja kolejowa)
Wick (ang: Wick railway station) – stacja kolejowa w Wick, w hrabstwie Highland, w Szkocji, w Wielkiej Brytanii. Stacja końcowa Far North Line, położona w pobliżu posterunku policji i Caithness General Hospital.
Dworzec został zbudowany przez Sutherland and Caithness Railway i otwarto go wraz z linią w 1874 roku. W dniu 1 lipca 1903 otwarto Wick and Lybster Railway. Ostatnie pociągi do Lybster kursowały w 1944 roku, choć linia została oficjalnie zamknięta w 1951 roku.